# キャティ・マクナリー
- ケイティ・マクナリー

キャサリン・マクナリー（Catherine "Caty" McNally, 2001年11月20日 - ）は、アメリカ合衆国・オハイオ州シンシナティ出身の女子プロテニス選手。右利き、バックハンド・ストロークは両手打ち。これまでにWTAツアーでダブルス6勝を挙げている。

## 来歴
2001年にオハイオ州シンシナティで生まれた。母親のリン・ネイバース マクナリーは、かつて世界ランキング250位に入るプロテニス選手だった。父親のジョン・マクナリーも有望なジュニアテニス選手だった。

### ジュニア時代
ウィンブルドン選手権のジュニア女子ダブルスで、2016年・2017年・2018年の3年連続で準優勝を経験している。2018年の全仏オープン・ジュニア女子ダブルスにイガ・シフィオンテクと組んで出場し、ジュニアグランドスラム初タイトルを獲得した。コリ・ガウフと組んで出場した同年の全米オープン・ジュニア女子ダブルスでも優勝した。
ジュニアフェドカップのアメリカ代表メンバーに選出され、優勝に貢献した。

### プロ転向後
2017年ウエスタン・アンド・サザン・オープンのダブルスでプロデビュー。
2019年2月にITF女子サーキットのダウテニスクラシックで優勝。ウィンブルドン選手権でグランドスラム初の本戦入りを果たした。シティ・オープンの1回戦でジュ・リンを破り、WTAツアー初白星をあげた。そのままベスト4入りした。ダブルスは、2018年全米オープンジュニアで優勝した時のパートナーである、コリ・ガウフとペアを組み出場。勝ち進み、決勝ではファニ・ストラー／マリア・サンチェス組を6-２, 6-2で下してWTA初優勝を飾った。
全米オープンにワイルドカードで出場し、1回戦に勝利してグランドスラム初白星を挙げた。2回戦でセリーナ・ウィリアムズに逆転負けを喫した。10月のBGLルクセンブルク・オープンでダブルス2勝目を挙げた。
初出場の2020年全豪オープンは2回戦で敗れた。ダブルスではベスト8に進出した。新型コロナウイルス感染症の世界的流行によるツアー中断もあり、この年優勝はなかった。
2021年全豪オープンダブルスは2年連続のベスト8入り。4月のMUSCヘルス女子オープンでは、珍しくガウフではないヘイリー・バプティストとペアを組んでダブルスに出場し、全ストレート勝ちで決勝進出すると、エレン・ペレス/ストーム・サンダースを破りツアー3勝目を挙げた。次のITF大会ではサンダースと組んで優勝。さらに次週のエミリア・ロマーニャ・オープンでもガウフと優勝し、3連勝を飾った。全米オープン女子ダブルスでは、大1シードのエリーズ・メルテンス/謝淑薇組も含めて1セットも落とさずベスト4入り。準決勝は相手の途中棄権で決勝に進出したが、サマンサ・ストーサー/張帥組に阻まれた。
2022年のシングルスは年始から予選敗退と初戦敗退が続いたが、6月のロスマーレン・グラスコート選手権で今季本戦初白星をあげ、ベスト8入り。その後は少しずつ勝ちが増え、オストラヴァ・オープンでもベスト8入り。11月のダウ・テニスクラシックでは、WTA125クラスで初優勝し、トップ100に到達した。ダブルスは様々な選手と出場した。アンナ・カリンスカヤと組んだ、2月のサンクトペテルブルク・オープンでWTA500初優勝。ガウフとBNPパリバ・オープンおよびマイアミ・オープンに出場し、それぞれベスト8とベスト4で世界ランキングは11位を記録。再びカリンスカヤとシティ・オープンで準優勝。テイラー・タウンゼントと組んだ全米オープンでは、2年連続で決勝進出したが、カテリナ・シニャコバ/バルボラ・クレチコバ組に敗れ、またも準優勝であった。なお、混合ダブルスでもベスト4に入った。10月にアリシア・パークスとオストラヴァ・オープンで優勝した。

## WTAツアー決勝進出結果

### ダブルス: 9回 (6勝3敗)
| 結果   | No. | 決勝日         | 大会                 | サーフェス     | パートナー             | 対戦相手                                    | スコア              |
| ------ | --- | -------------- | -------------------- | -------------- | ---------------------- | ------------------------------------------- | ------------------- |
| 優勝   | 1.  | 2019年8月4日   | ワシントンD.C.       | ハード         | コリ・ガウフ           | マリア・サンチェス ファニー・ストラー       | 6–2, 6–2            |
| 優勝   | 2.  | 2019年10月20日 | ルクセンブルク       | ハード (室内)  | コリ・ガウフ           | ケイトリン・クリスチャン アレクサ・グアラチ | 6–2, 6–2            |
| 優勝   | 3.  | 2021年4月18日  | チャールストン       | クレー         | ヘイリー・バプティスト | エレン・ペレス ストーム・サンダース         | 6–7(4), 6-4, 10-6   |
| 優勝   | 4.  | 2021年5月22日  | パルマ               | クレー         | コリ・ガウフ           | ダリヤ・ユラク アンドレア・クレパック       | 6–3, 6–2            |
| 準優勝 | 1.  | 2021年9月6日   | ニューヨーク         | ハード         | コリ・ガウフ           | サマンサ・ストーサー 張帥                   | 3–6, 6–3, 3–6       |
| 優勝   | 5.  | 2022年2月12日  | サンクトペテルブルク | ハード（室内） | アンナ・カリンスカヤ   | アリシア・ロソルスカ エリン・ラウトリフ     | 6–3, 6–7(5), [10–4] |
| 準優勝 | 2.  | 2022年8月6日   | ワシントンD.C.       | ハード         | アンナ・カリンスカヤ   | ジェシカ・ペグラ エリン・ラウトリフ         | 3–6, 7–5, [10–12]   |
| 準優勝 | 3.  | 2022年9月11日  | ニューヨーク         | ハード         | テイラー・タウンゼント | カテリナ・シニャコバ バルボラ・クレチコバ   | 6–3, 5–7, 1–6       |
| 優勝   | 6.  | 2022年10月9日  | オストラヴァ         | ハード（室内） | アリシア・パークス     | アリシア・ロソルスカ エリン・ラウトリフ     | 6–3, 6–2            |

## 4大大会シングルス成績
略語の説明
| W | F | SF | QF | #R | RR | Q# | LQ | A | Z# | PO | G | S | B | NMS | P | NH |

W=優勝, F=準優勝, SF=ベスト4, QF=ベスト8, #R=#回戦敗退, RR=ラウンドロビン敗退, Q#=予選#回戦敗退, LQ=予選敗退, A=大会不参加, Z#=デビスカップ/BJKカップ地域ゾーン, PO=デビスカップ/BJKカッププレーオフ, G=オリンピック金メダル, S=オリンピック銀メダル, B=オリンピック銅メダル, NMS=マスターズシリーズから降格, P=開催延期, NH=開催なし.
| 大会           | 2017 | 2018 | 2019 | 2020 | 2021 | 2022 | 通算成績 |
| -------------- | ---- | ---- | ---- | ---- | ---- | ---- | -------- |
| 全豪オープン   | A    | A    | A    | 2R   | LQ   | LQ   | 1–1      |
| 全仏オープン   | A    | A    | A    | LQ   | LQ   | LQ   | –        |
| ウィンブルドン | A    | A    | 1R   | NH   | LQ   | A    | 0–1      |
| 全米オープン   | LQ   | LQ   | 2R   | 3R   | 1R   | LQ   | 3-3      |